# Villa La Fonte

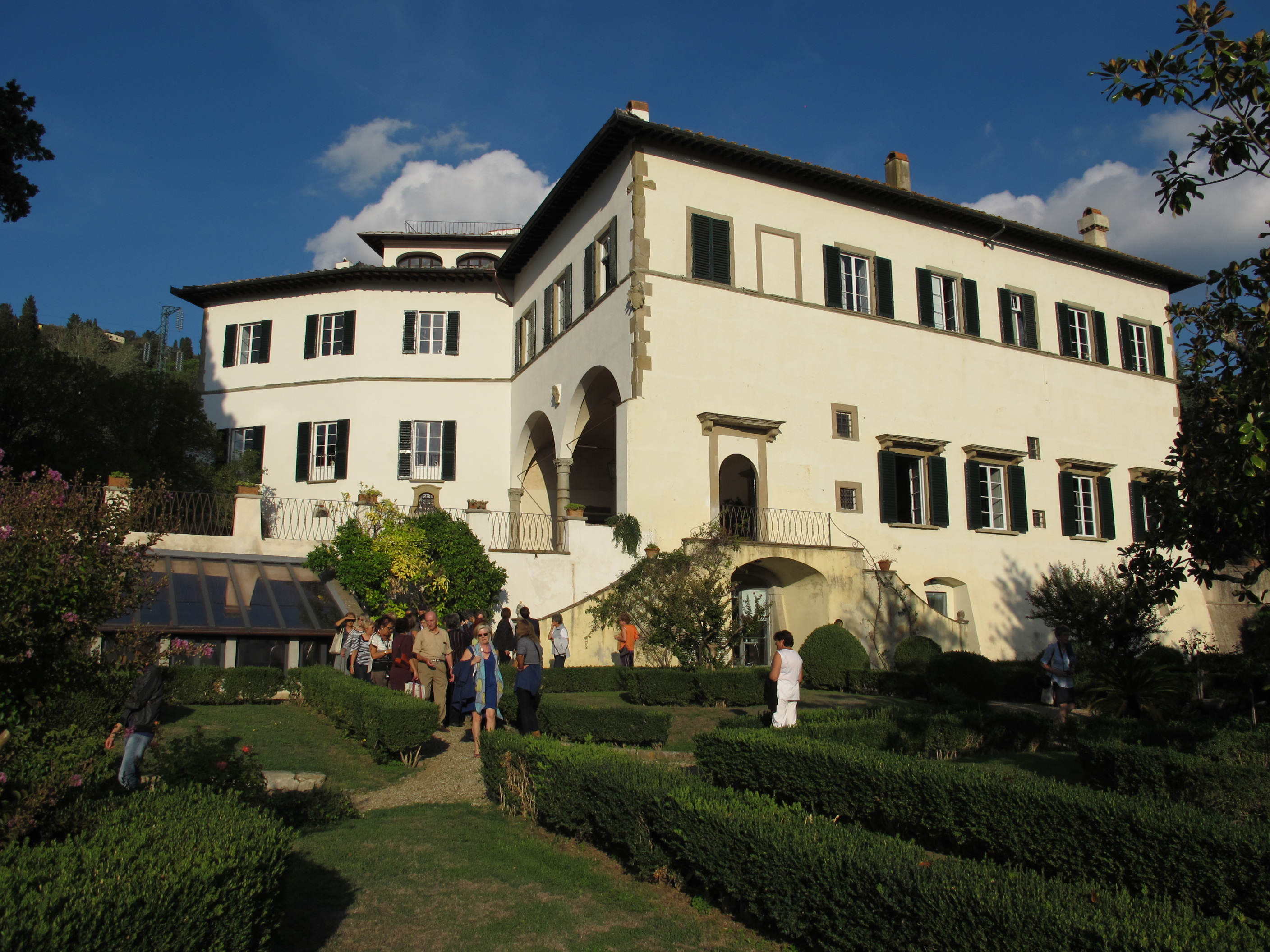
Villa La Fonte

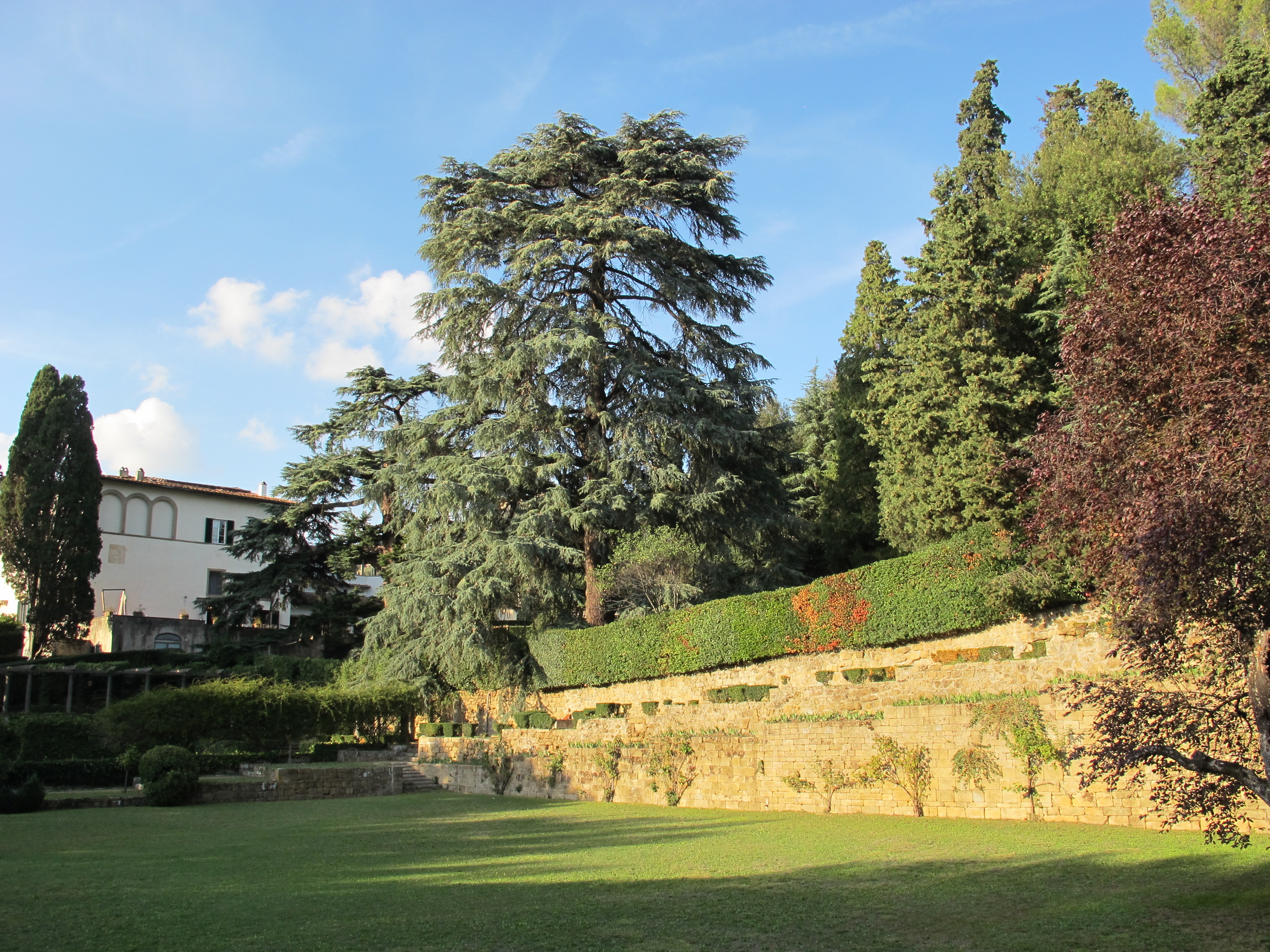
Il pratone del cricket

 Villa La Fonte o Bel Riposo si trova a Fiesole in via delle Fontanelle 18.

## Storia
Le prime notizie sul complesso risalgono al Quattrocento, quando apparteneva ai Neroni di Nigri, una famiglia di origine romana. In seguito passò in eredità ai Pandolfini, che la ingrandirono e abbellirono, risiedendovi fino al Settecento. Nell'Ottocento fu trasformato in albergo, col nome di Hotel della Gran Bretagna. Verso il finire del secolo fu acquistato dalla famiglia americana Smith, imprenditori ferroviari del Vermont, che ingrandirono e modificarono il giardino dandogli l'aspetto attuale. Nel 1903 essi ospitarono per sei mesi Mark Twain e in quel periodo si ospitavano spettacoli di beneficenza nel teatro di verzura. A quell'epoca risalgono anche il "pratone" per il gioco del cricket e il campo da tennis, che, essendo ormai centenario, è uno dei più antichi d'Italia. Personaggi della famiglia sono sepolti al cimitero di San Domenico.
Finita la seconda guerra mondiale anche gli Smith, come molti stranieri residenti a Firenze, lasciarono Firenze. La villa venne allora acquistata dall'editore Enrico Vallecchi, che la tenne fino alla fine degli anni Cinquanta, quando si trasferì al castello di Montauto. Passata agli attuali proprietari, vennero intrapresi lavori di restauro che, data la vastità del complesso, si sono protratti per decenni. Una ricca documentazione fotografica testimonia gli scarsi cambiamenti subiti dal giardino nell'ultimo secolo.

## Descrizione
La villa, dall'aspetto rustico cinquecentesco, fatto di intonaci bianchi e profilature delle aperture in pietra serena, è immersa in un giardino formale, leggermente in pendenza, che si estende per circa due ettari. Una loggia coperta sostituisce l'antica terrazza pavimentata a maiolica.
Zone boscose (cipressi, cedri, lecci) si alternano a zone tenute a prato, arricchite da vari pergolati con rose rampicanti, siepi geometriche di bosso, alloro e viburno. I fiori, oltre ai roseti, si concentrano nella zona antistante la villa, tra grandi esemplari di magnolia. Il resto del giardino è organizzato su terrazze verdi, separate da gradonate e muri in pietra.